# 敬姓
敬姓，是一個漢姓。

## 起源
- 出自妫姓，以谥号为氏，春秋时陳國公子陳敬仲，其后人以敬為氏。
- 出自姬姓，黄帝之孙敬康之后人。[來源請求]
- 出自清代四川人苟华南，乾隆十三年戊辰科进士，清高宗殿試時，認為苟姓有苟且之意，不雅，賜姓敬氏。是為敬華南[來源請求]。

## 郡望
平阳郡：今山西临汾一带。

## 延伸阅读
[在维基数据编辑]
 《欽定古今圖書集成·明倫彙編·氏族典·敬姓部》，出自陈梦雷《古今圖書集成》